# 大维尔费尔斯多夫
大维尔费尔斯多夫是奥地利施蒂利亚州菲尔斯滕费尔德县的一个市镇。总面积20.91平方公里，总人口1443人，人口密度69.0人/平方公里（2001年）。